# Cristino García
Pour les articles homonymes, voir García.

Cristino García Granda (Gozón, Asturies, 1913 - Madrid, 1946) était un syndicaliste et militant communiste espagnol, membre de la Résistance française pendant la Seconde Guerre mondiale et guérillero antifranquiste dans l’immédiat après-guerre.
Issu d'une famille de mineurs asturiens, il s’engagea de bonne heure au PCE et participa à la grève insurrectionnelle de 1934 dans les Asturies. À l’éclatement de la Guerre civile en juillet 1936, il choisit le camp républicain et participa aux combats comme artificier, menant des actions de commando et de sabotage à l’arrière des lignes ennemies. Contraint de quitter l’Espagne à la suite de la défaite républicaine, il s’installa dans le Gard, où il avait trouvé à s’employer dans les houillères, et alla renforcer pendant la Seconde Guerre mondiale, comme chef de brigade de maquisards espagnols, les rangs de la  Résistance française. À ce titre, il se distingua dans plusieurs opérations, en particulier lors de l’emblématique bataille de La Madeleine, où ses qualités de commandement et d’organisation lui valurent de monter au grade de lieutenant-colonel.
Après la Libération, il fut requis par la direction du PCE, au printemps 1945, de réorganiser la lutte armée antifranquiste sur le sol espagnol, en créant des cellules interconnectées de guérilléros dans Madrid et ses environs. Il s’agissait de prendre le relais du réseau de José Vitini, démantelé peu auparavant par la police franquiste, et dont les membres venaient d’être fusillés. Assisté de maquisards aguerris, il organisa son « Agrupación Guerrillera », laquelle allait déployer une activité tant d’agit-prop que de sabotage, d’attaques de banque et d’attentats meurtriers ; de ces derniers furent les victimes non seulement des personnalités franquistes, mais aussi — sur instruction expresse de Santiago Carrillo — deux camarades de parti jugés hétérodoxes. Par l’imprudence d’un compagnon, le réseau de Cristino García finit par tomber dans les filets de la police à la mi-octobre 1945 ; atrocement torturé dans les sous-sols du ministère de l’Intérieur, Cristino García cependant ne lâcha aucun renseignement, passa en conseil de guerre et fut fusillé en dépit de vives protestations internationales.
Héros de la Résistance, il est récipiendaire, à titre posthume, de la croix de guerre avec étoile d’argent ; nombreuses sont les rues qui ont été baptisées de son nom en France, mais également en Espagne après la transition.

## Biographie

### Jeunes années et combat dans la Guerre civile espagnole
Originaire de Ferrero-Luanco, hameau appartenant à la paroisse civile de Viodo, dans le concejo asturien de Gozón, mais ultérieurement domicilié à Castrillón, toujours dans les Asturies, Cristino García était issu d’une famille de mineurs,. Il fit sa scolarité dans un institut à Avilés et adhéra en 1930, par l’entremise d’un ami, aux Jeunesses communistes (Juventudes Comunistas), où il eut la responsabilité de l’équipement radio et de communication de l’organisation. Marin-chauffeur de profession, il était membre du Syndicat des transports à Séville et accomplissait d’incessants voyages entre cette ville et sa région d’origine. En octobre 1934, il s’engagea dans la révolution des Asturies, où il prit part, en qualité de dynamiteur, aux assauts contre les casernes de la Garde civile, et fut par la suite licencié trois fois pour s’être tenu aux côtés des mineurs du bassin du Nalón dans leurs luttes ininterrompues.
Le déclenchement de la Guerre civile le surprit à Séville, alors qu’il travaillait comme marin sur le navire marchand Luis Adaro. Lui et ses camarades, après s’être mutinés et rendus maîtres du navire, aidèrent à s’échapper Gregorio Blanco et Miguel Casero, dirigeants du PCE à Séville. Cinq jours plus tard, ils parvinrent, via Casablanca, dans les ports d’Avilés et de Gijón, et certains indices portent à penser que le navire emportait des armes et des munitions pour les Asturies. Cristino García s’enrôla dans un détachement de sapeurs du bataillon no 46 des Asturies, puis se rendit en octobre 1936 à Santander. Le 21 octobre 1937, à la suite de l’effondrement du front du Nord, Cristino García quitta les Asturies avec d’autres camarades à bord d’un bateau de pêche, et fut recueilli par des vaisseaux de guerre britanniques, qui les déposèrent en France. Retourné en Espagne par Barcelone, il alla faire partie de la 235e brigade du XIVe corps d’armée guérilléro, brigade où il fut promu pour ses mérites militaires au grade de lieutenant et dont il prit le commandement pendant trois mois (c’est-à-dire jusqu’au moment où il sera contraint de passer en France) ; sa mission consistait à mener, derrière les lignes ennemies, des actions de sabotage et de renseignement, et à agir, en avant-garde ou nuitamment, comme troupe de choc dans des situations critiques. Sa dernière mission, en février 1939, fut d’escorter le Comité central du PCE à Agullana, au pied des Pyrénées, non loin de La Jonquera.
Ayant dû s’exiler en France, il fut retenu dans le camp d’internement d’Argelès-sur-Mer pendant onze mois, avant de trouver à s’employer, avec d’autres mineurs asturiens et basques, dans les houillères du Gard, où il eut bientôt sa place au sein de la direction du PCE clandestin à La Grand-Combe.

### Action dans la Résistance française

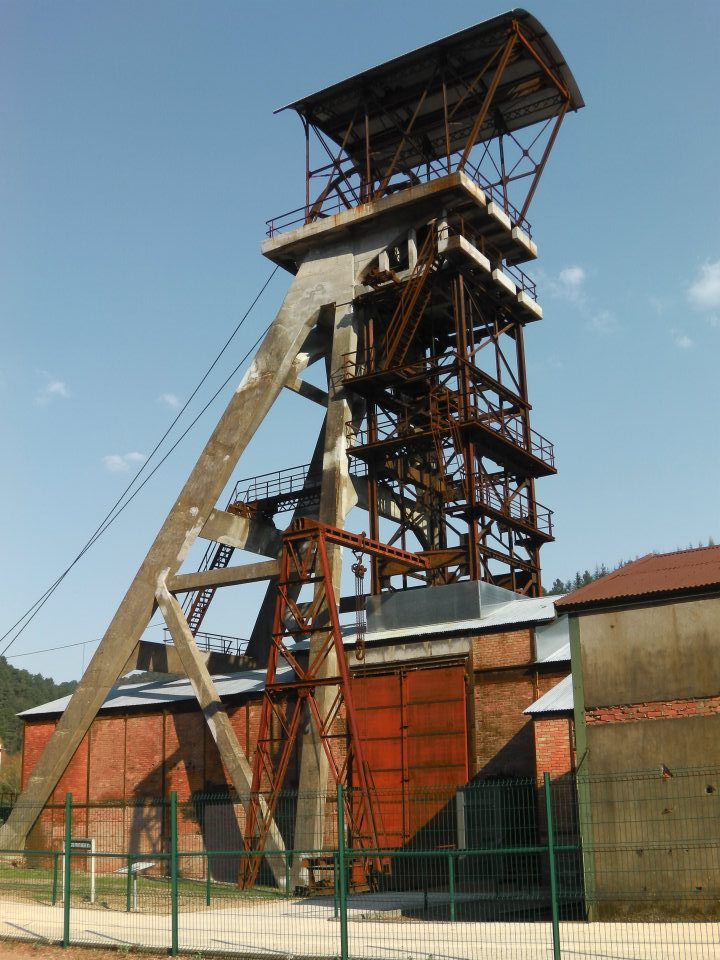
Charbonnage à La Grand-Combe.

À partir de la fin de 1941, le PCE s’appliqua, dans tous les départements français où séjournaient des militants communistes espagnols, à rassembler ces militants dans des groupes de résistance. L’objectif n’était pas uniquement de combattre l’Allemagne hitlérienne aux côtés de résistants français, mais aussi d’élargir la lutte en y englobant le combat pour ce qui leur importait véritablement, à savoir le renversement de la dictature franquiste. Des guérilléros commencèrent à être recrutés dans différentes zones et départements français, surtout en Lozère, en Ariège, dans le Gard, en Ardèche et dans l’Aude, c’est-à-dire dans les départements avec la plus forte présence de communistes espagnols. La direction du PCE entretenait des contacts avec des commandants, commissaires et militaires d’unités de guérilléros ayant fait partie naguère de l’Armée populaire républicaine. Jaime Nieto López, qui siégeait alors au Comité central du PCE, convoqua en avril 1942 une réunion à Toulouse, où se rendirent une douzaine de dirigeants et guérilléros de premier plan, parmi lesquels Cristino García, et lors de laquelle il fut décidé de doter les guérilléros espagnols en zone libre d’une structure d’organisation. Compte tenu de son passé de guérilléro dans la Guerre civile, et à la faveur de l’implication de communistes espagnols dans la Résistance française, Cristino García se vit confier la mission d’organiser un groupe de résistants et de les préparer au combat. Ainsi, en tant que chef de la 3e division de guérilléros espagnols, fonda-t-il dans le Gard, au sein des FFI, le XIVe corps de guérilléros espagnols de l’Armée républicaine espagnole (dénomination choisie en souvenir de l’ancien corps de l’armée républicaine pendant la Guerre civile). Ledit corps, encadré par l’organisation communiste française Francs-tireurs et partisans (FTPF), devint le bras armé de l’Union nationale espagnole (Unión Nacional Española, sigle UNE), organisation antifranquiste créée à Montauban en 1942. Le XIVe corps se composait de sept divisions et de trente bataillons, dirigés par un état-major, et se transforma en mai 1944 en l’Agrupación de Guerrilleros Españoles (littér. Groupement ou Regroupement de guérilléros espagnols), qui ne relevait plus des FTP-MOI, car se trouvait intégré désormais dans les Forces françaises de l’intérieur (FFI), encore que le corps ait gardé une ligne de conduite et d’organisation fort libres, en particulier dans la zone sud proche de la frontière pyrénéenne. Expert dans le maniement des explosifs, et doté du grade de lieutenant-colonel, Cristino García allait mener un nombre considérable d’actions de sabotage et d’attentats, entraînant destruction de puits de mine, déraillement de trains et explosion de poteaux d’éclairage,.
Le Gard, qui accueillait sur son sol des activités à la fois minières et forestières, était un vivier de maquisards. Ceux-ci trouvaient à leur disposition dans les mines les explosifs nécessaires aux actions de sabotage. En juillet 1943, le XIVe groupe de guérilléros mit sur pied la 3e division, placée sous le commandement de Cristino García et recouvrant les départements de la Lozère (15e brigade), de l’Ardèche (19e brigade) et du Gard (21e brigade). Cette dernière, constituée en 1943, recrutait parmi les travailleurs des mines de Bessèges, Rochebelle, La Grand-Combe et Alès, tous travailleurs à statut « légal », ce qui les mettait en mesure de « récupérer » facilement les explosifs pour les actions de sabotage. Parmi eux figuraient Cristino García lui-même, ainsi que Gabriel Pérez, chef de la 21e brigade, et un bon nombre d’autres officiers maquisards,.
Parmi ses différentes actions en temps de guerre, on relève en particulier la libération de prisonniers politiques à Nîmes, la prise de la ville de Foix et la bataille de La Madeleine (près de Tornac, dans le Gard), ainsi que plusieurs embuscades tendues aux troupes allemandes, une série de sabotages et la destruction de champs de mines.

#### Attaque contre la prison de Nîmes
En décembre 1943, Cristino García, chef charismatique de la 3e division, reçut l’ordre de préparer une opération contre la maison centrale de Nîmes, où se trouvaient incarcérés de nombreux détenus politiques ou appartenant à la Résistance, et voués à être déportés vers les camps d’extermination en Allemagne,. Ladite opération se présentait comme ardue et fort périlleuse, la prison étant réputée inexpugnable et passant pour l’une des plus dures de France,.
Pedro Vicente, officier de la 21e brigade, fut chargé de louer à Nîmes un appartement sis à proximité de la maison centrale et propre à servir de point d’appui pour l’opération projetée. À partir du 3 février 1944, les maquisards concernés commençaient à y arriver un à un. L’opération, prévue pour le 4 février à neuf heures du soir, fut dirigée par Cristino García et Martín Alonso (alias Carlos) et exécutée par des guérilléros espagnols et des FTPF. Le concierge de l’établissement, de mèche avec la Résistance, ouvrit les portes dès que le signal convenu en eut été donné, puis les guérilléros, après avoir désarmé les gardiens, mirent les détenus en liberté. Cristino García, blessé à la jambe lors de l’action, dut être transporté par ses compagnons à la maison de campagne du docteur Cabouat, qui s’employa à extraire la balle de sa jambe,,.

#### Bataille de La Madeleine
Au lendemain du débarquement allié sur les plages de Provence le 15 août 1944, Cristino García organisa, de concert avec les FFI, le harcèlement systématique des troupes allemandes empressées de rejoindre la vallée du Rhône. Les détachements de la 3e division prirent part aux combats de l’Escrinet et réussirent à faire prisonniers près de deux centaines de soldats allemands,.
Cependant, le combat le plus mémorable de la Résistance espagnole, et celui aussi sans doute qui a fait le plus l’objet d’idéalisation et de légendes, est celui dit « de La Madeleine », qui eut lieu près de Tornac le 25 août 1944, c’est-à-dire pendant que l’évacuation des troupes allemandes du sud-est de la France battait son plein. Une colonne allemande de quelque 2 000 hommes venant de Perpignan et de Toulouse et se dirigeant vers la vallée du Rhône fut attaquée ce jour-là à cinq heures du matin sur la route nationale 99, entre L’Églisette et Cadière, par plusieurs groupes des FFI Aigoual-Cévennes, soutenus par l’aviation alliée. À l’issue de l’opération, les résistants, en plus de faire de nombreux prisonniers, purent s’emparer d’une grande quantité de véhicules, d’armements, de munition et d’autre matériels. Cependant, un tiers de la colonne allemande, comprenant 700 hommes, réussit, en se déportant en direction d’Alès, à éluder le combat et atteignit le carrefour de La Madeleine vers 14 h 30. La réaction des maquisards ne tarda pas à venir, qui à ce moment étaient sous les ordres de trois chefs : le capitaine Carlo (Emile Capion 1914-1994), responsable militaire du Front National dans le sous-secteur concerné ; Cristino García, chef de la 3e division du GE ; et le commandant Víctor (Miguel Arcas), chef du maquis MOI Montaigne. Calvo, Cristino García et Arcas entreprirent de tendre une embuscade à la colonne allemande déviée, en exploitant la configuration du terrain à La Madeleine, propice à leurs plans par des collines semi-circulaires, le remblai du chemin de fer, et un château ruiné. Cette conformation permit aux maquisards de maintenir sous leur feu croisé deux kilomètres de route, tout en dissimulant à la colonne allemande la faiblesse de leurs effectifs initiaux, qui en effet se chiffraient à seulement 32 résistants espagnols et 4 FTPF, sous le commandement de Cristino García et de Miguel Arcas. Préalablement, dans la matinée du 25 août, les maquisards avaient eu soin de faire sauter le pont ferroviaire à la dynamite afin d’obstruer la route, puis avaient pris position. Peu après le début des combats, un officier allemand, au vu des pertes subies par sa colonne, s’avança en direction des maquisards en brandissant un drapeau blanc pour proposer une trêve jusqu’à 18 heures, mais passé ce délai, ses troupes passeraient en force. Cependant, les maquisards reçurent des renforts peu après l’expiration de l’ultimatum, sous les espèces d’un détachement des FTPF de 15 hommes, de deux groupes de 20 gendarmes chacun, ainsi que de quatre avions de la RAF. La bataille se solda, côté allemand, par un bilan de huit morts (auxquels s’ajouteront le suicide du lieutenant-général Konrad A. Nitsche Martin et celui d’un autre officier supérieur), et, côté maquisards, de huit morts (aucune mort ne fut à déplorer chez les espagnols). 
Dans une lettre à l’auteur et ancien maquisard Miguel Ángel Sanz, le chercheur Aimé Vielzeuf indique que « presque tout a été fait par des résistants espagnols et les trois hommes qui les commandaient ont un mérite égal : Emile Capion (le capitaine Carlo), Miguel Arcas (le commandant Víctor) et Cristino García »,.

### Activité antifranquiste sur le territoire espagnol

#### Guérilla urbaine à Madrid et environs
Parmi les mouvements et les forces d’opposition au franquisme qui agirent sur le sol espagnol, le PCE était en matière de lutte armée antifranquiste l’acteur le plus actif et le plus efficace du point de vue opérationnel, en comparaison des autres partis politiques de l’éventail républicain. Pareillement, les communistes espagnols furent ceux qui surent le mieux s’adapter aux différentes conditions de clandestinité qu’il leur échut de vivre au cours de leur combat d’opposition.
La structuration clandestine du PCE à l’intérieur du pays accomplie par celui qui était alors le plus haut dirigeant communiste, Jesús Monzón Reparaz, sous la forme de sa politique de l’Unión Nacional, chapeautée par ce qu’il nommait le Comité suprême d’Union nationale (Junta Suprema de Unión Nacional), doit être considérée comme la meilleure tentative de mise en œuvre de la lutte armée contre le franquisme après la défaite républicaine de 1939.
Ensuite, au lendemain de l’échec de l’Invasion du Val d'Aran en octobre 1944, le PCE, avec Santiago Carrillo à sa tête, révisa ses directives et entreprit de dépêcher vers l’intérieur de l’Espagne à partir de la France, de petites cellules de guérilléros chargées d’établir des liaisons entre elles et les divers groupes de combattants rescapés et repliés dans la montagne et les groupes déjà organisés de guérilla, puis de constituer des noyaux armés dits Agrupaciones Guerrilleras (littér. Groupements ou Regroupements de guérilléros) aptes à mener la lutte armée contre le régime franquiste,. Sur l’ensemble du territoire de la Péninsule fut ainsi créée une série d’Agrupaciones Guerrilleras, implantées dans les différentes régions d’Espagne, et dont l’une des plus importantes était celle du Centre (Agrupación del Centro), avec pour zone d’opération les provinces de Madrid, d’Ávila, de Tolède, de Ciudad Real, de Badajoz, de Cáceres, de Ségovie, de Cordoue, d’Albacete et de Cuenca. L’objectif était de mettre sur pied une façon d’Armée républicaine réunissant les différents groupements (agrupaciones) de guérilléros constitués.
Une préfiguration de ce type d’organisation avait été, à l’été 1943, un groupe dénommé Guerrilleros de Unión Nacional ou Grupo de los Audaces (littér. Groupe des audacieux), groupe d’action d’agitprop, dont l’artisan avait été Manuel Jimeno (ou Gimeno), dirigeant communiste et plus haut responsable de la direction du parti en Espagne avant l’arrivée de Jesús Monzón. Ce groupe, qui figure comme la première ébauche des futurs groupes d’action, assurait la distribution de propagande dans un certain nombre d’usines et de prisons madrilènes, collait des affiches et des fanions républicains, et commettait en outre l’un ou l’autre acte de sabotage d’importance et d’ampleur faibles. Bien que détenant des armes à feu, des grenades à main et des instructions pour fabriquer des explosifs, ils ne commirent, ni ne participèrent à aucune action armée, et en tout état de cause n’avaient pas la préparation idoine à la guérilla urbaine qui allait être engagée un an plus tard.
Les effectifs appartenant aux groupes armés de Madrid étaient un mélange de militants de base, choisis dans les différentes cellules interconnectées et dans les secteurs madrilènes, et de dirigeants naguère actifs dans le maquis en France pendant la Seconde Guerre mondiale. Pour les pourchasser et les réprimer, le régime franquiste se vit contraint de mobiliser non seulement la Garde civile et l’armée, mais aussi les différentes brigades de la police franquiste, en particulier la Brigade politico-sociale (en espagnol Brigada Político-Social), de sinistre réputation.

#### Le groupement de guérilléros de Vitini Flórez
La première guérilla urbaine de Madrid dotée d’une organisation armée et d’un encadrement politique appréciables avait été mise sur pied entre fin 1944 et début 1945 sous l’impulsion de José Vitini Flórez. Celui-ci, infiltré en Espagne en décembre 1944, avait été lieutenant-colonel des FFI et l’un des républicains espagnols les plus signalés dans le combat contre l’Allemagne nazie en France, et à ce titre décoré comme héros de la Résistance française. Après une période d’activité, les membres de cette guérilla urbaine ainsi que d’autres éléments de l’organisation communiste en Espagne furent arrêtés, avec pour conséquence le démantèlement du groupe. Le 23 avril 1945, les guérilleros détenus passèrent en jugement et sept sentences de mort furent prononcées.
Après l’arrestation de Jesús Monzón et d’autres membres de son ancienne direction, la délégation du PCE en France, dirigé alors par Santiago Carrillo, de concert avec le Bureau politique à Mexico et à Moscou, voulut remplacer la totalité du personnel au sommet de la délégation du PCE sur le sol espagnol.
Dans le même temps, une autre guérilla antifranquiste agissait à Madrid, emmenée par Cándido Mañanas Servant, entré en Espagne depuis la France presque au même moment que Vitini et missionné de monter un autre groupe guérilléro. Entre autres actions, le groupe assassina le 27 mai 1945 le phalangiste José Isla Páez, accusé d’avoir dénoncé à la police onze communistes. Le 13 juillet, une rencontre fortuite entre des guérilléros et des gardes civils donna lieu à une fusillade où périt l’un des gardes civils. Les guérilléros réussirent à prendre la fuite, mais, à l’issue d’une battue de la Garde civile, furent cernés le lendemain, cinq d’entre eux trouvant la mort dans l’opération.

#### Le groupe guérillero de Cristino García
En 1944, après la libération de Paris, à laquelle Cristino García avait participé et à l’issue de laquelle ses guérilléros avaient défilé sur les Champs-Élysées, il gagna Perpignan pour s’y reposer quelques jours, puis de là Toulouse, où séjournaient les principaux dirigeants communistes du PCE en France, occupés à projeter l’opération Reconquista de España. Si Cristino García ne fut pas en mesure de prendre part à cette tentative d’invasion de l’Espagne par le Val d'Aran, vu qu’il était en convalescence de l’intervention chirurgicale à sa jambe droite, il aida cependant divers groupes de guérilléros à s’infiltrer en Catalogne pour y accomplir des actes de sabotage  concurremment avec les forces qui attaquaient dans le Val d’Arán.
Depuis le début de 1945, Cristino García se préparait à l’Escuela de Capacitación Política y Militar (littér. École d’aptitude politique et militaire) à Toulouse, avec des cours de formation politique, d’initiation aux explosifs, de sabotage et d’organisation, jusqu’au moment où, au mois d’avril, à la suite de la détention et de la mise à mort à Madrid de José Vitini Flórez et de ses camarades des chasseurs de la ville, il lui fut signifié qu’il eût à se charger de la direction de l’Agrupación de Guerrilleros de la Zona Centro (Groupement guérillero de la zone Centre) et du Service d’information à Madrid. Muni de faux documents au nom de Fernando Amador et porteur de 10 000 pesetas, Cristino García pénétra clandestinement en Espagne le 15 avril 1945, et, passant par Barcelone, arriva à Madrid, où, avec l’aide des militants communistes du Comité provincial, il s’installa dans un bureau Calle de Carretas (rue à direction nord-sud débouchant sur la Puerta del Sol), afin d’y organiser les groupes de guérilléros et de préparer des missions d’agitprop aussi bien que des actions armées, des attaques contre des permanences de la Phalange, et des attentats meurtriers contre des personnalités du régime franquiste et contre des communistes estampillés « délateurs » ou « infiltrés ».
Cristino García transmettait l’ensemble de ses ordres et dispositions directement à son assistant, Antonio Medina Vega, dit « Canario », ancien capitaine des FFI et instructeur politique dans une brigade de la Résistance française. Il constitua deux groupes d’action, et les ordres étaient communiqués par Cristino à Antonio Medina, puis par ce dernier successivement aux chefs de groupe ou de section. Les sections étaient composées de 10 hommes, à savoir le chef de la section et trois groupes de trois hommes. Chaque chef de section était responsable du groupe de renseignement et d’un chargement d’explosifs, de cartouches, de mèches et de liquides inflammables.
Sur place à Madrid, les principales actions réalisées par la guérilla urbaine de Cristino García avant son arrestation et le démantèlement de son noyau de guérilléros s’énumèrent comme suit : 
- placement d’une charge de plastic dans un transformateur d’éclairage sur la route nationale V (conduisant de Madrid à Badajoz) en août 1945 ;
- braquage le 14 septembre des bureaux de la Renfe, situés Paseo Imperial, avec un butin de 21 148 pesetas ;
- attaque, le 2 octobre, du siège de la Phalange, Calle Ayala no 52, attaque qu’ils avaient, pour lui donner une plus grande résonance, initialement planifiée pour le 1er octobre eu égard au défilé militaire programmé ce jour-là, et qui déclencha un échange de coups de feu entre guérilléros et phalangistes, blessant un de ces derniers ;
- braquage, le 9 octobre, d’une succursale urbaine de la Banco Central sise Calle Delicias no 121, avec à la clef un butin de 143 000 pesetas[32],[33].

Par ailleurs, Cristino García reçut l’ordre de Santiago Carrillo et de la Pasionaria d’assassiner un camarade de parti, Gabriel León Trilla, l’un des fondateurs du PCE, exclu puis réintégré en 1936, qui avait pris en charge à Madrid une édition clandestine du journal Mundo Obrero. Il est à signaler que les catégorisations comme « aventuriers politiques », les accusations de trahison et de déviationnisme (par rapport aux cadres de conduite préétablies par les mandataires) dont faisaient l’objet des personnalités comme Heriberto Quiñones, Jesús Monzón ou Jesús Hernández Tomás, ainsi que les efforts visant à éliminer tout vestige ou toute trace qu’auraient pu laisser les dirigeants concernés, était la norme au sein de ces organisations. En l’espèce, un rapport envoyé à Santiago Carrillo affirmait que l’« homme  orchestre » — c’est-à-dire nommément Gabriel León Trilla — agissait, par ses méthodes de travail, comme un provocateur, et proposait en conséquence de le liquider pour éviter que d’autres camarades soient détenus. Suspect d’hérésie et de trahison, et compte tenu aussi de son refus de se rendre en France, le sort de Trilla était dès lors scellé dans l’esprit stalinien de ses anciens compagnons de parti, et l’ordre de son exécution fut édicté par la Délégation du PCE en France, puis transmis, par les soins d’Antonio Núñez Balsera lorsque celui-ci fit le voyage de Madrid, aux responsables de la guérilla urbaine madrilène, à ce moment-là dirigée par Cristino García. La direction nouvelle de la guérilla se mit alors en devoir de localiser le camarade Trilla tout au long des mois de juillet et août, mais n’y parvint qu’à la fin d’août. Agustín Zoroa, surnommé Teresita, prépara l’action en concertation avec Cristino García, qui préféra s’en décharger sur deux de ses hommes de la guérilla urbaine, Francisco Esteban Carranque et Eduardo González Silván.
Gabriel León Trilla fut finalement assassiné le 6 septembre 1945, après qu’il eut été attiré dans un guet-apens par Esperanza Serrano, dite « la Blonde » (La Rubia), auxiliaire connue de Trilla, missionnée de donner rendez-vous à celui-ci, et par Angelines Agulló, qui emmena ensuite la victime auprès des guérilléros José Olmedo González, dit le Gitan, et Francisco Esteban Carranque. Trilla, sous la menace d’un pistolet, se laissa conduire au campo de las Calaveras (littér. Champ des calvaires), près de la Calle Abascal, où se trouvait un ancien cimetière alors désaffecté. Olmedo, désigné pour mettre à exécution la sentence de mort, appliqua à Trilla plusieurs coups de poignard dans la région du cœur. Grièvement blessé, Trilla succomba quelques heures plus tard à l’hôpital Provincial. Alberto Pérez, que Santiago Carrillo avait également chargé la guérilla de liquider, fut tué le 15 octobre, selon un mode opératoire en tout point semblable à celui employé contre Trilla,.
Cependant, les objectifs fixés à la guérilla ne purent, globalement, être réalisés qu’à moitié ; bien que pouvant compter sur quelques-uns des maquisards les plus aguerris, dont José Vitini, Juan Sanz Pascual (sobriquet Félix) et Cristino García lui-même, et sur des dirigeants politiques et des secrétaires militaires les plus en vue dans l’organisation communiste, tous rompus dans la lutte et dans l’organisation de groupements et de noyaux de guérilléros, la guérilla urbaine obtint des résultats restés en-dessous de ce qui avait été escompté en matière de lutte armée antifranquiste, même si certes il a pu être fait état de conquêtes partielles et de quelques objectifs réalisés, tels que celui de maintenir en permanence sur le qui-vive les forces de l’ordre franquistes par des actions continuelles, que ce soit des braquages, la distribution et l’affichage de matériel de propagande, le placement de charges explosives, le vol d’armes et d’explosifs, et l’exécution d’individus jugés coupables d’assassinats, de criminels, d’indics de police, de mouchards et d’ennemis de la cause républicaine. Ils visaient à bien marquer leur présence, et y réussirent en partie, puisqu’il y eut effectivement dans les rues de Madrid une opposition armée contre la dictature, encore que le régime n’ait eu garde de donner la moindre publicité à ces activités de guérilla dans la capitale espagnole. Pendant trois ans, la guérilla urbaine pouvait même par moments, grâce à ses continuelles réorganisations, faire figure de foyer de déstabilisation et constituer un objet d’inquiétude pour le régime. Cristino García, en qualité de chef de groupement, avait tendance à s’exposer outre mesure, voulant en effet, quand même il avait grande confiance en ses hommes, diriger et contrôler de façon personnalisée les actions entreprises, comme du temps de la Résistance française, avec le risque que cela comportait. Il eut l’idée de créer un groupe spécifique et personnel, connu sous la dénomination de « groupe de chasseurs », comprenant les guérilléros les mieux qualifiés, les plus aptes et les plus intrépides, et auquel étaient confiées les actions les plus osées et les plus ardues, et en particulier les crimes de sang.

#### Arrestation, conseil de guerre et exécution

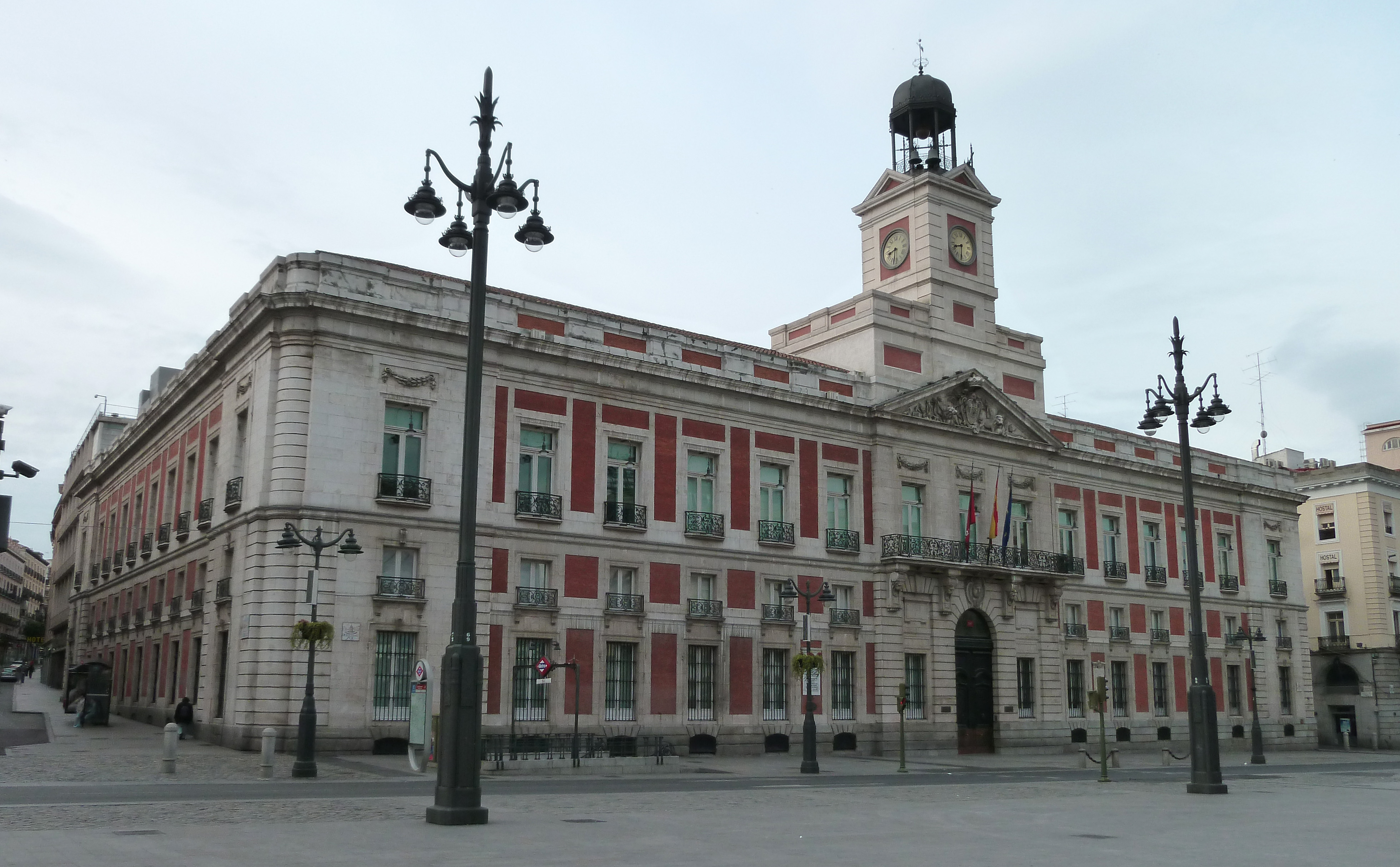
Siège de la Direction générale de sûreté, sis Puerta del Sol à Madrid, où Cristino García fut torturé pendant plusieurs semaines en 1945.

Différentes théories circulent quant à la cause de l’arrestation de Cristino García. Selon certains auteurs, son interpellation eut lieu dans une maison privée au moment il se réunissait avec Antonio Medina Vega et d’autres guérilléros ; selon d’autres auteurs, son arrestation faisait suite à la détention d’un groupe de 16 communistes de Radio Sur, parmi lesquels figurait le secrétaire général du secteur, Juan Cano Vega, qui lâcha des informations sur les guérilléros et sur l’attaque de la Banco Central. Quoique la détention de Juan Cano ait assurément beaucoup aidé la police dans son enquête et dans ses recherches sur la guérilla urbaine, ce qui sans doute permit l’avancée décisive dans les investigations policières est le fait que Francisco Esteban Carranque, qui avait gardé pour soi une partie du butin au lieu d’en remettre l’intégralité à la guérilla, faisait ostentation de richesse, dépensant de fortes sommes dans les bars au cours des jours suivants et faisant acquisition d’un costume, d’un pardessus, d’un bracelet-montre et d’une radio, ce qui suscita bientôt les suspicions de la police, qui diligenta une enquête sur sa personne et finit par l’appréhender le 16 octobre 1945. Dès les premiers interrogatoires, il livra les noms de ses camarades, de sorte que dans son sillage les autres membres de la guérilla urbaine également tombèrent bientôt dans les filets de la police, Cristino García en tête, détenu en même temps qu’Antonio Medina Vega et Gonzalo González sur la Plaza Mayor le 18 octobre. Dans la pension qui hébergeait Cristino García, sise au no 9 de la Calle de San Agustín, non loin du Prado, la police mit la main sur une mallette contenant d’importants documents sur de futures actions, des plans, etc.,,. En dépit de tortures barbares pratiquées pendant plus d’un mois sur la personne de Cristino García, avec arrachage des ongles, lames chauffées au rouge plantées dans le dos, la poitrine et la plante des pieds, les enquêteurs ne surent rien tirer de Cristino García pendant les interrogatoires dans les geôles de l’ancienne Direction générale de la sûreté, situés dans l’édifice du ministère de la Guerre sur la Puerta del Sol,,.
De retour dans sa cellule de prison, Cristino García écrivit une lettre d’adieu au PCE et au peuple, qui fut publiée dans Mundo Obrero, et où il décrivait ses tortures et l’attitude que devait avoir un communiste, etc.
Le 22 janvier 1946, pendant son procès, Cristino García se définit comme « patriote antifasciste » et ne se priva pas de faire quelques déclarations percutantes, notamment :

« Je sais bien ce qui m’attend, mais je déclare avec fierté que si j’avais cent vies, je les mettrais au service de la cause de mon peuple et de ma patrie [...]. Le procureur nous appelle des bandits. Nous ne le sommes pas. Bandits sont ceux qui nous accusent, qui martyrisent et font mourir de faim le peuple. Nous, nous sommes l’avant-garde de la lutte du peuple pour la liberté. Le présent procès est une farce, où l’on nous accuse de délits que nous n’avons pas commis. Mais ayez hâte de vous débarrasser de nous. Vous ne voulez pas que le monde voie nos corps martyrisés. Vous voulez souiller par ce procès le glorieux mouvement guérilléro. »

Le 9 février de la même année, il fut condamné à mort, en même temps que neuf de ses camarades, à l’issue d’un conseil de guerre en procédure accélérée (sumarísimo). Ce jugement fit descendre des milliers de manifestants dans les rues des capitales européennes et provoqua un vif émoi politique dans plusieurs pays, en particulier en France, dont le ministre de l’Intérieur André Le Troquer appela, de la tribune de l’ONU, à la libération de Cristino García. L’intervention la plus vibrante fut la déclaration faite à l’unanimité par l’Assemblée nationale constituante, où il était énoncé que les maquisards avaient été fusillés par haine de la liberté qu’ils avaient auparavant défendue en France, et où le gouvernement était requis de rompre avec le régime de Franco : « l’Assemblée traduit la protestation de la conscience française face à cette nouvelle application de méthodes de répression condamnées par le monde civilisé »,.
En dépit de la vaste campagne internationale, avec y compris la présence d’observateurs et de journalistes internationaux lors du jugement et l’envoi de télégrammes de la part de gouvernants ou de personnalités connues tels que Charles de Gaulle, Salvador de Madariaga et Ernest Hemingway, Franco, fidèle à sa stratégie d'intransigeance, refusa sa grâce et les sentences de mort furent mises à exécution. À l’aube du 21 février 1946, Cristino García fut fusillé, avec quelques-uns de ses camarades, devant le mur de clôture du cimetière municipal de Carabanchel Bajo. Après leur mise à mort, et avant l’arrivée des membres de leurs familles accourus s’informer sur les exécutions, les cadavres furent jetés dans une fosse commune et aspergés de chaux vive afin de les rendre méconnaissables. En réaction, le 1er mars 46, de nombreux pays rappelèrent leur ambassadeur d’Espagne, et six jours après son exécution, le gouvernement français, dirigé par Georges Bidault, décida de fermer sa frontière pyrénéenne jusqu’en mars 1948, ce qui ne manqua pas d’entraîner de grandes difficultés, surtout pour les agriculteurs et habitants du Val d’Aran,. En France, il y eut des réunions de protestation en grand nombre, en particulier le lundi 25 février sur la place du Capitole à Toulouse, à l’appel du Conseil départemental de la Libération, manifestation qui mobilisa entre 20 000  et   30 000 personnes. Le syndicat des cheminots CGT empêcha le passage des trains à destination de l’Espagne, et L'Humanité, le journal du PCF, titrait : « Défi à la France, défi au monde civilisé. Franco a assassiné Cristino García Granda. Exécutant les vengeances de Hitler, l’ennemi de notre pays a ordonné hier l’assassinat du héros FFI et de neuf camarades »,.
Entre-temps toutefois, la population espagnole, dûment encadrée, accusait le monde de lui envoyer des terroristes, acclama Franco et considéra avec un dédain ostensible tous les signes de désaveu reçus par le Caudillo, tandis que les forces de sécurité espagnoles s’appliquaient à réprimer énergiquement la sédition intérieure de la gauche communiste.

## Hommages

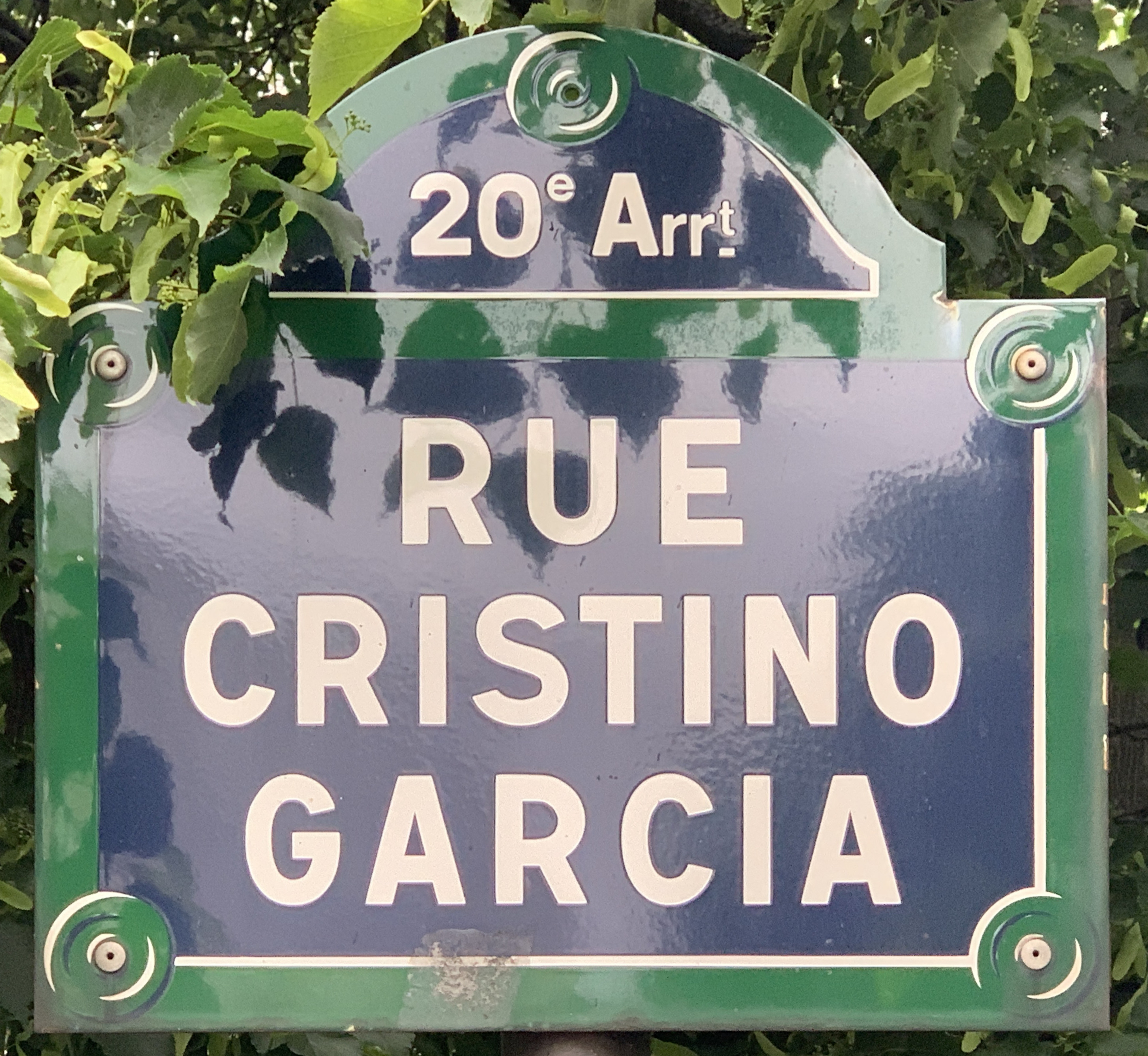
Plaque de la rue Cristino-Garcia, dans le XXe arrondissement de Paris.

En septembre 1946, dans le village de La Madeleine (Gard), deux plaques de marbre furent apposées, dont l’une porte l’inscription « Honneur à García Cristino, chef de maquis », et l’autre la mention « Bataille de La Madeleine. 25 août 1944. Ici les FFI du Gard, à un contre cent, firent capituler une forte colonne allemande » — plaques au dévoilement desquelles assista au nom du gouvernement français le ministre de la Santé publique, René Arthaud. Tous les maquisards espagnols ayant participé à la bataille de La Madeleine furent décorés de la croix de guerre.
Le 15 mars 1947, le ministre français de la Guerre octroya à Cristino García, à titre posthume, l’une des décorations militaires françaises les plus prisées, la croix de guerre avec étoiles d’argent.

Auparavant, la citation militaire de Cristino García avait formulé l’appréciation suivante :

« Le général de division Olleris, chef de la neuvième région militaire, cite à l’ordre du jour du corps d’armée, à titre posthume, Cristino García, lieutenant-colonel, résistant parmi les premiers, doté d’un haut esprit d’organisation et de combat. 

Il a eu sous son commandement les Brigades espagnoles des départements de la Lozère, de l’Ardèche et du Gard. Par ses attaques répétées dans la zone minière, il empêcha le travail pendant de nombreux mois. Organisateur de l’assaut de la prison de Nîmes, il en libéra les détenus politiques.

Sous ses ordres, on livra combat à l’ennemi à La Madeleine (Gard) et à l’Escrinet, où furent faits, malgré la disproportion de forces et de matériel, mille trois-cents prisonniers allemands et six cents morts et blessés lors de ces opérations dirigées par un chef exceptionnel. La présente citation comporte l’attribution de la croix de guerre avec étoile d’argent.

Marseille, le 25 octobre 1946,. »

En 2005, Jesús Caldera, alors ministre espagnol du Travail et des Affaires sociales, inaugura dans la commune française de Saint-Denis, en Seine-Saint-Denis, un centre social pour migrants qui porte le nom de Cristino García. Dans la même commune, une rue a également été baptisée de son nom.
Le 25 février 2017, le concejo de Gozón, dans les Asturies, rendit hommage à Cristino García en donnant son nom à un jardin public dans le chef-lieu Luanco.
À l’occasion du 50e anniversaire de sa mort, le 21 février 1996, la municipalité d’Alcalá de Henares lui dédia une rue de la ville.
Les localités françaises de Nîmes, de Paris, de Drancy, d’Eaubonne, de La Courneuve, du Perreux-sur-Marne et de Raismes ont également donné le nom de Cristino García à l’une de leurs rues.